# Библиография Евдокии Леонтьевны Солнцевой
Евдокия Леонтьевна Солнцева (1917—1998) — советский зоолог и энтомолог, одна из первых в СССР исследователей ногохвосток (коллембола) в Москве, преподаватель зоологии беспозвоночных на биолого-химическом факультете МГПИ. Известна как консультант в определении коллембол, автор научных статей по микроартроподам, определителей и вузовских учебных пособий.

## Печатные труды
Основные научные публикации:

### 1960-е
- Солнцева Е. Л. Распределение ногохвосток в разных типах леса в условиях Московской области // Зоологический журнал. 1962. Т. 41. № 5. С. 688—692.
- Солнцева Е. Л. Ногохвостки (Collembola) Подмосковья // Учёные записки МГПИ им. В. И. Ленина. М., 1964. С. 307—382.
- Солнцева Е. Л. Сравнительные данные по видовому составу и численности коллембол в двух типах ельников // Защита леса от вредных насекомых. М.: Наука, 1964. С. 119—123.
- Солнцева Е. Л. Видовой состав и сезонная динамика численности популяций коллембол на пахотных землях нечерноземной полосы Европейской части СССР // Проблемы почвенной зоологии: Материалы Второго Всесоюзного совещания по проблемам почвенной зоологии. М.: Наука, 1966. С. 120—121.
- Солнцева Е. Л. Видовой состав и сезонная динамика численности коллембол на пахотных землях нечерноземной полосы Европейской части СССР // Зоологический журнал. 1967. Т. 46. № 7. С. 1058—1062.
- Чугунова М. Н., Солнцева Е. Л. О воздействии обработки почвы на мелких почвенных членистоногих // Материалы 3-й зоологической конференции педагогических институтов РСФСР. Волгоград , 1967. С. 338—339.
- Солнцева Е. Л. Фауна и экология коллембол Московской области: Диссертация на соискание ученой степени кандидата биологических наук. М.: Моск. гос. пед. ин-т им. В. И. Ленина, 1967. 208 с.; Автореф. М.: МГПИ, 1967. 18 с.

### 1970-е
- Солнцева Е. Л. К фауне низших насекомых Южного Сахалина // Проблемы почвенной зоологии. М.: Наука, 1972. С. 127—128.
- Чернова Н. М., Злобина И. И., Солнцева Е. Л. Вертикальное распределение клещей и коллембол в темно-серой лесной почве под дубравой // Экология. 1973. № 2. С. 66-75.
- Солнцева Е. Л., Терешкова В. Е. Видовой состав, вертикальное распределение и дневные миграции коллембол и клещей в почве пойменного луга // Матер.научн.совещ.зоологов пед. ин-тов. Владимир, 1973. С. 144—145.
- Солнцева E.Л., Терешкова Е. В. Почвенные микроартроподы пойменного луга в условиях средней полосы Европейской части СССР // Фауна и экология животных. М, 1974. С. 18-38. (Учен. зап. МГПИ им. В.И, Ленина; Кафедра зоологии)
- Поспелов Л. Е., Солнцева Е. Л.,, Чугунова М. Н. Комплексы микроартропод в разных типах леса в подзоне северной тайги Европейской части СССР // Проблемы почвенной зоологии. Минск: Наука и техника, 1978. С. 189—190.
- Солнцева Е. Л., Тарба З. М. Население ногохвосток буково-пихтового леса в Рица-Ауадхарском заповеднике // Фауна и экология беспозвоночных животных. М.: МГПИ, 1978. С. 36-39.
- Клюева Н. М., Солнцева Е. Л. Фауна ногохвосгок ельника-черничника свежего в подзоне северной тайги // Проблемы почвенной зоологии. Минск: Наука и техника, 1978. С. 221—223.

### 1980-е
- Солнцева Е. Л., Семенова М. Ю. Коллемболы в сосняках с разным режимом увлажнения Дарвинского государственного заповедника // Проблемы почвенной зоологии. Киев, 1981. С. 206—207.
- Солнцева Е. Л., Бабенко А. Б., Кузнецова Н. А., Надточий С. Э., Уваров А. В. Коллемболы (Collembola) Московской области // Почвенные беспозвоночные Московской области. М., 1982. С. 97-107.
- Солнцева Е.Л. , Чугунова М.Н. Микроартроподы луговых почв с разным режимом минеральных удобрений // Фауна и экология почвенных беспозвоночных Московской области. М.: Наука, 1983. С. 163-

## Cм. также
- Институт биологии и химии МПГУ
- История почвоведения, История биологии
- Фауна лесных почв, Почвенная зоология, Микроартроподы, Collembola.